# Северина Вучкович
Северина Вучкович (хорв. Severina Vučković; нар. 21 квітня 1972, Спліт, СР Хорватія, СФРЮ) — хорватська співачка і актриса, представниця Хорватії на конкурсі пісні Євробачення 2006.

## Особисте життя
У 2010 році Северина Вучкович познайомилася з сербським бізнесменом Міланом Поповичем на святкуванні його дня народження, куди вона була запрошена виступати. Незабаром вони почали зустрічатися, а в серпні 2011 року співачка оголосила про свою вагітність. Відносини хорватської співачки та сербського бізнесмена викликали великий інтерес ЗМІ в Хорватії та інших країнах колишньої Югославії. У лютому 2012 року у пари народився син Александр. Хлопчик був охрещений у католицькій церкві в Рієці. За словами Северини, вона б хотіла, щоб її син пройшов обряд хрещення як у православній, так і в католицькій церкві, але це неможливо, адже обидві церкви розглядають таїнство хрещення як приналежність до тієї або іншої релігії. Протягом цього часу Северина жила на три міста - Белград, Вршац та Загреб. У жовтні 2012 року співачка повідомила, що розлучилася з Поповичем і повернулася до Загреба. Через кілька місяців пара зійшлася і в серпні 2013 року остаточно розлучилася.
У жовтні 2015 році Северина вийшла заміж за сербського футболіста Ігоря Койича, який молодший за неї на 15 років.

## Скандал
У 2004 році співачка виявилася втягнутою у скандал після того, як в Інтернеті з'явилося відео, що зафіксувало статевий акт між співачкою і бізнесменом Міланом Лучичем. Скандал був пов'язаний з тим, що Лучич на момент зйомки був одружений, а співачка до цього позиціонувала себе як віруюча католичка і засуджувала позашлюбні статеві зносини. Вучкович спробувала судитися із сайтом, на якому була викладена стрічка, стверджуючи, що запис являє собою її інтелектуальну власність, але справу було припинено Загребським судом у липні 2004 року.

## Цікаві факти
У 2007 році вийшов словенська фільм «Півнячий сніданок» (словен. Petelinji zajtrk), в якому Северина зіграла саму себе, тобто відому співачку. За сюжетом фільму її персона зіграла важливу роль у фінальної розв'язки.
У Северини Вучкович два громадянства - Хорватії та Сербії.

## Дискографія
Студійні (номерні) диски
1. Severina - 1990
2. Severina - 1992
3. Dalmatinka - 1993
4. Trava zelena - 1995
5. Moja stvar - 1996
6. Djevojka sa sela - 1997
7. Ja samo pjevam - 1999
8. Pogled ispod obrva - 2001
9. Severgreen - 2004
10. Zdravo Marijo - 2008
11. Dobrodošao u klub - 2012
12. Halo - 2019

Інші видання
- Paloma Nera uživo - 1999
- 18 velikih hitova - 2002
- Virujen u te  [najbolje uživo] CD  - 2002
- Virujen u te  [najbolje uživo] DVD - 2002
- The Platinum Collection - 2006
- Moja štikla / Moj sokole (Maxi-Single) - 2006
- Tvoja prva djevojka - 2009
- Tridesete uživo (2xCD + 2xDVD) - 2010
- Dobrodošao u klub - Live (CD + DVD) - 2014
- The Best Of Collection - 2020